# Museo de Historia Natural de la Sabana

El Museo de Historia Natural de la Sabana: Thomas van der Hammen y Peter Creutzberg es un museo de historia natural situado en el municipio de Nemocón, Cundinamarca. En sus salas expone la historia y evolución geológica, biológica y humana acaecida en la Sabana de Bogotá.

## Historia y descripción
El Museo se encuentra ubicado dentro del complejo turístico de la Mina de sal de Nemocón y el edificio se ubica en los antiguos talleres de metalmecánica construidos durante la explotación industrial de la mina, en el siglo XIX.
En el nombre del museo se hace reconocimiento al geólogo Thomas van der Hammen y al biólogo marino Peter Hans Creutzberg, quienes realizaron grandes aportes al establecimiento de la investigación geológica, paleontológica y arqueológica en Colombia durante los siglos XX y XXI. Parte de la propia colección del museo fue aportada por los científicos anteriormente mencionados. Es así que el museo abre sus puertas poco tiempo después de la muerte de Van der Hammen, siendo inaugurado el día 30 de abril de 2010.
El museo se centra en la historia geológica de los últimos 140 millones de años en la zona de Sabana de Bogotá principalmente, y en menor medida en la zona del altiplano cundiboyacense y, posteriormente, la llegada del ser humano a la zona, así como el establecimiento de los muiscas en la región de los pueblos de la sal de Cundinamarca (Zipaquirá, Nemocón, Tausa y Sesquilé).

### Directores
Ana María Groot (2010-presente).

## Salas
El museo se divide 5 salas en las que el visitante encontrará una importante colección conformada por piezas de carácter geológico, paleontológico y arqueológico que permiten evidenciar la evolución en las diferentes eras y periodos de la historia; tomando como referencia la sal y su importancia en el desarrollo cultural de la región.
- Sala 1, Geología: en esta sala se puede observar los procesos geológicos acaecidos en la zona del altiplano cundiboyancese durante los últimos 140 millones de años, y los procesos que llevaron a la evaporación del mar interior existente en el Mesozoico y con los restos de este la aparición de las salinas.
- Sala 2, Paleontología: en esta sala se exponen los restos fósiles de las diversas especies que habitaron el antiguo mar y la posterior región del altiplano, se destacan fósiles como los del Plesiosaurios o el Kronosaurus.
- Sala 3, Arqueología: en esta sala se pueden observar restos fósiles de la megafauna que hábito la sabana de Bogotá ante la llegada de los primeros humanos.
- Sala 4, Mastodonte: en esta sala se pueden ver los restos fósiles y la reconstrucción de un Mastodonte encontrado en el año de 1981 en el municipio datado en al menos 14 000 años.
- Sala 5, Arqueología II: en esta sala se pueden apreciar restos óseos y cerámicos de los primeros pobladores de la sabana de Bogotá, así como restos cerámicos de la cultura muisca.